# ウミミドリ
ウミミドリ（海緑、学名：Lysimachia maritima var. obtusifolia）は、サクラソウ科オカトラノオ属の多年草。別名、シオマツバ。ヨーロッパに分布する Lysimachia maritima を基本種とする変種。
従来は、サクラソウ科の独立したウミミドリ属 Glaux L. に属していた。現在は、同科のツマトリソウ属 Trientalis L. とともに同科オカトラノオ属に移されている。

## 特徴
地下茎は太く、横に這って広がる。茎は円く、直立して高さは5-20cmになる。葉はやや密に対生まれに3輪生し、無毛で光沢があり、質は多肉質、表面は濃緑色で裏面はやや淡い色になる。葉身は広披針形または倒卵状長楕円形で、長さ6-15mm、幅3-6mm、先端は円形または鈍形で、基部はやや細まり葉柄はない。
花期は7-8月。花は白色または淡紅色で、茎上部の葉腋に1個ずつつける。花柄はほとんどない。花に花冠はなく、花冠に見えるのは萼裂片で、萼が深く5裂し、裂片は長楕円形になり先端は鈍く、5萼裂片は径6-7mmの広鐘形の花冠様となる。雄蕊は5個あり、萼筒と離生して萼裂片と互生して、子房の基部につく。花柱は1個ある。果実は蒴果で径3-4mmの卵球形となり、下半分は残存する萼に覆われて縦に5裂し、先端に花柱が残存する。種子は少数で、背面には突出したへそがあり、裏面は平らになり、褐色の網目模様のある薄い種皮に包まれる。

## 分布と生育環境
日本では、南千島、北海道、本州の中部地方以北に分布し、海岸の湿地に生育する。国外では、サハリンの海岸のほか、アジア、北アメリカの北部に広く分布する。基本種はヨーロッパに分布する。

## 名前の由来
和名 ウミミドリは「海緑」の意で、海岸に生え、葉が濃緑色であることによる。
種小名（種形容語）maritima は、「海の、海浜生の」の意味。変種名 obtusifolia は、「鈍頭の葉をもった」の意味。

## ギャラリー

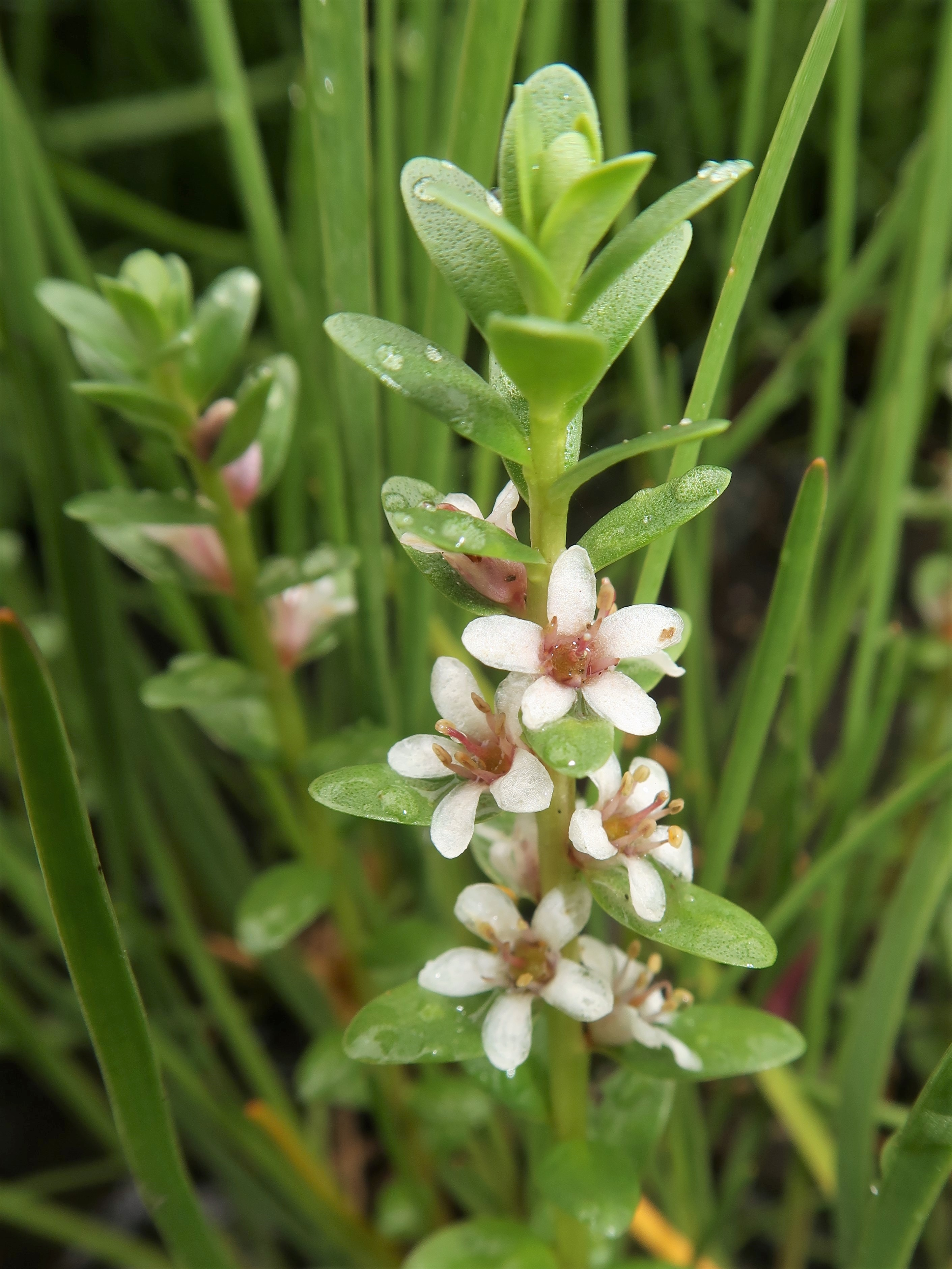
花は葉腋につく。淡紅色の花冠状のものは萼裂片で花冠はない。雄蕊は萼裂片と互生する。
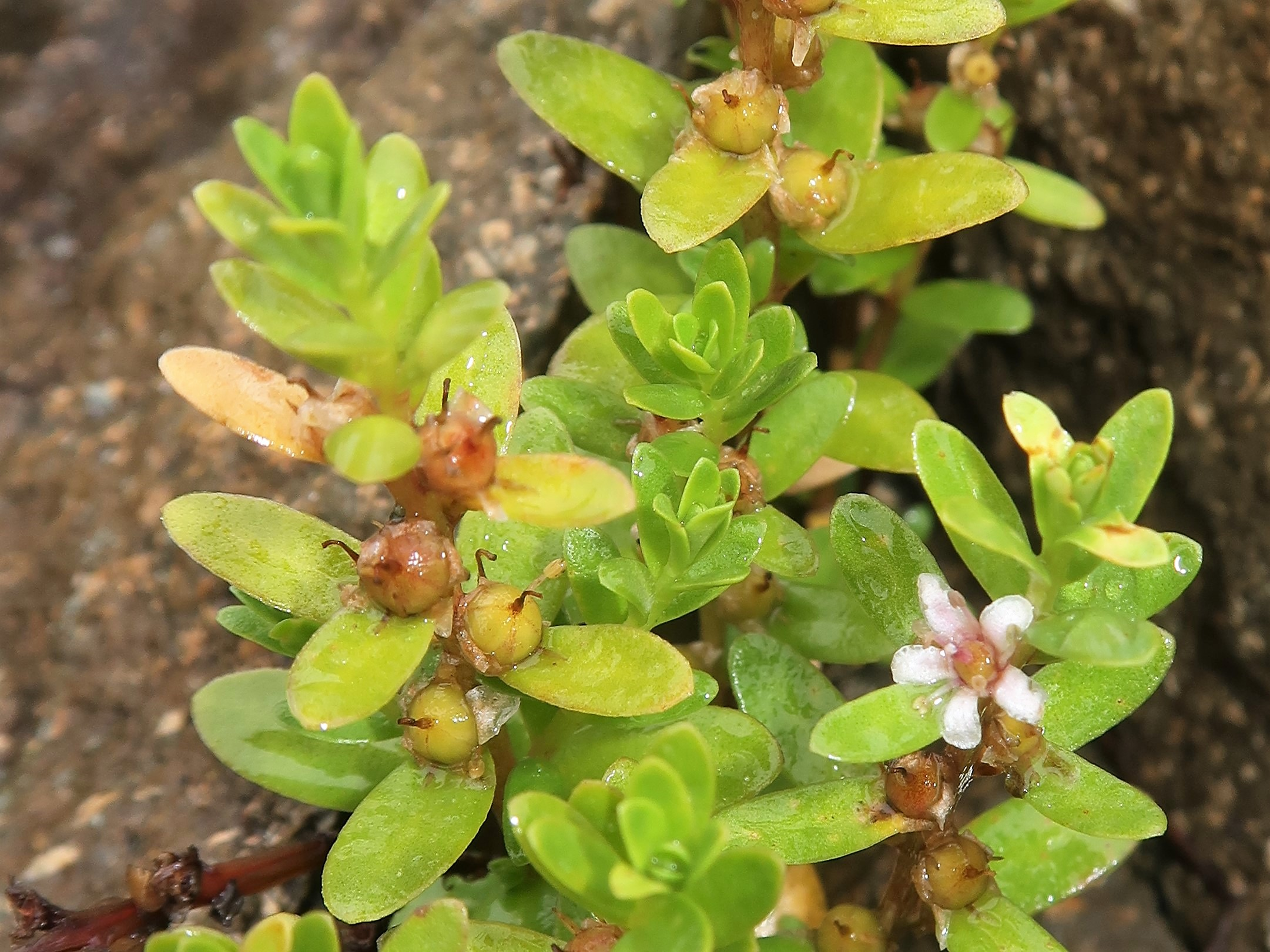
蒴果は下半分が残存する萼片に覆われる。
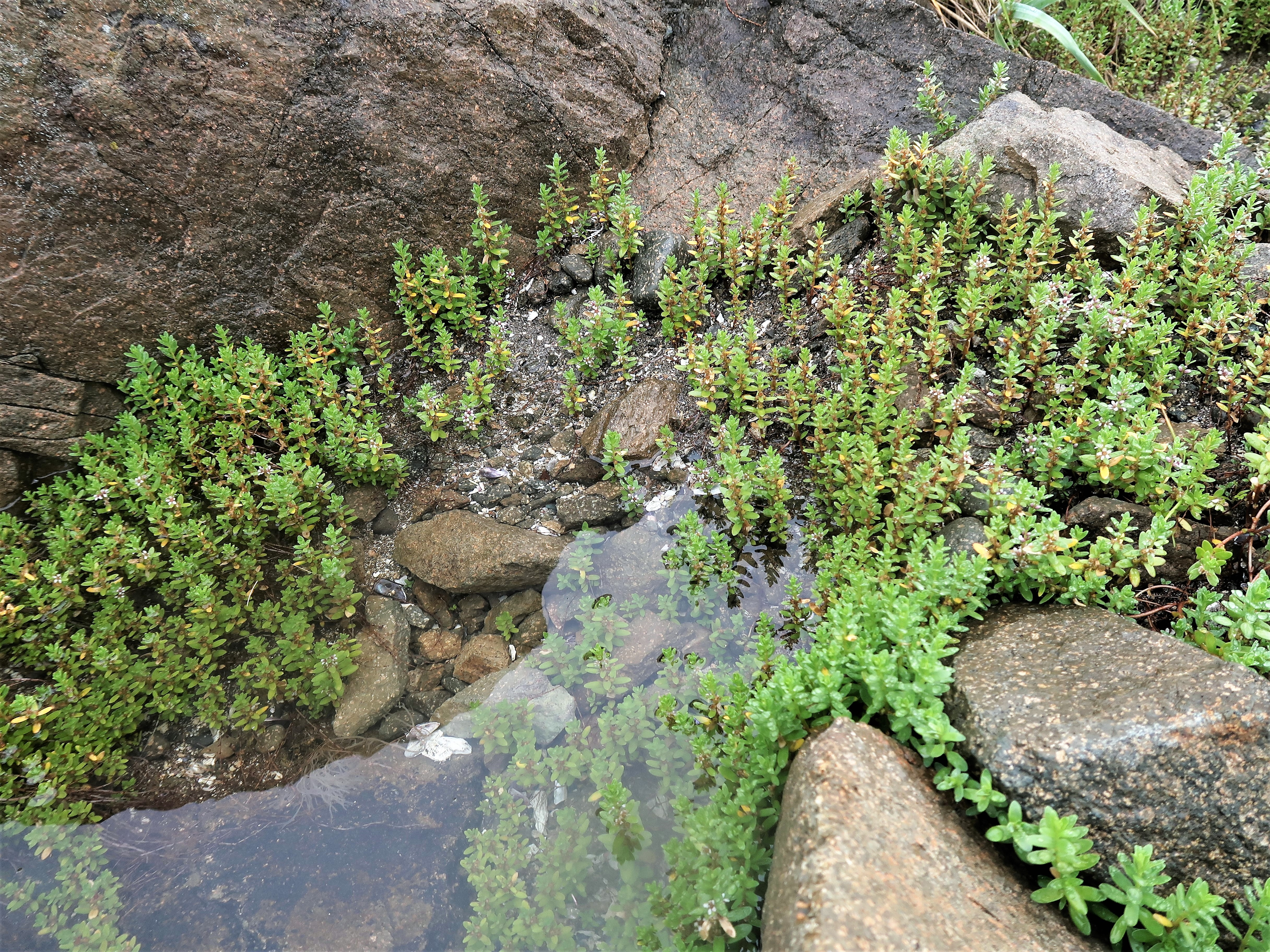
岩礁海岸の海水が溜まった場所にも生育する。
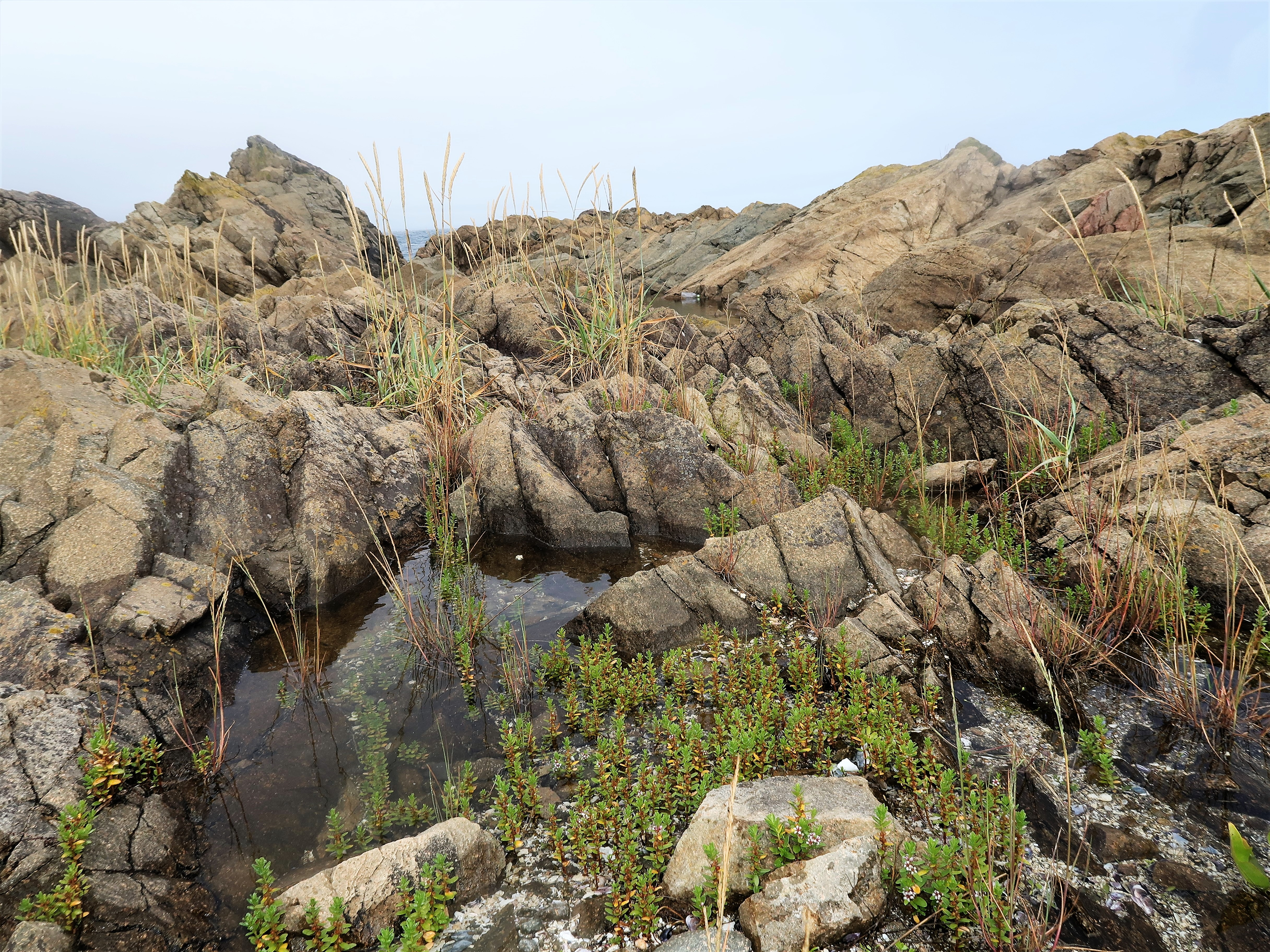
海岸の河口近くの泥の堆積した塩性湿地にも生育するが、この生育地は岩礁海岸でわずかに砂礫が堆積した小湿地である。

## 基本種
- Lysimachia maritima (L.) Galasso, Banfi et Soldano - ウミミドリの基本種で、ヨーロッパに分布する。ウミミドリ var. obtusifolia と比べ、全体に小型である[6][7]。